# 1722 в Україні

## Події
- 2 квітня — видання у Петербурзі царського указу про ліквідацію гетьманства і утворення в Глухові Малоросійської колегії — органу управління Лівобережною Україною, яка складалася з російських воєвод на чолі з генералом Степаном Веляміновим.
- 27 травня  — Петро I запровадив Малоросійську колегію, яка замінила Малоросійський приказ для контролю за діяльністю українського гетьмана і його підпорядкування загальноросійській системі управління.
- 14 липня — Павла Полуботка на старшинській раді в Глухові до проведення гетьманських виборів обрали наказним гетьманом України на заміну покійному Івану Скоропадському.
- липень — Російський імператор Петро I підпорядкував гетьмана Колегії Генеральних старшин.

## Особи

### Призначено, звільнено
- липень — Павла Полуботка обрали гетьманом України на заміну покійному Івану Скоропадському.

### Народились
- 3 грудня — Сковорода Григорій Савич — видатний український філософ-містик, богослов, поет, педагог, можливо, і композитор літургійної музики. Мав значний вплив на сучасників і подальші покоління своїми байками, піснями, філософськими творами, а також способом життя, через що його називали «Сократом»; (пом. 1794).
- Бахадир II Ґерай — кримський хан у 1782 р.; (пом. 1791).
- Баюрак Василь — ватажок загону опришків, спільник і наступник Олекси Довбуша; (пом. 1754).
- Полетика Іван Андрійович — доктор медицини, професор, директор Санкт-Петербурзького генерального сухопутного госпіталю, керівник Васильківського карантину; (пом. 1783).
- Рогуля Петро — український іконописець і портретист 18 століття; (пом. 1800).

### Померли
- 14 липня — Іван Скоропадський — український військовий, політичний і державний діяч, гетьман Війська Запорозького, голова козацької держави в Лівобережній Україні (1708—1722). Представник козацького роду Скоропадських. Старший син Іллі Скоропадського. Генеральний бунчужний (1698—1699), генеральний осавул (1701—1706), стародубський полковник (1706—1708). Гетьман Глухівського періоду в історії України; (нар. 1646).
- 8 грудня — Стефан Яворський (Симеон Іванович Яворський) — український та російський богослов, філософ, письменник, президент Синоду Православної російської церкви (1721—1722 рр.); (нар.. 1658 р.).
- Борозна Максим Лаврентійович — сотник Мглинської сотні Стародубського полку, вихованець Києво-Могилянської академії.
- Черняк Іван Леонтійович — полковник Полтавського полку Війська Запорозького (1709—1722).

## Засновані, зведені
- 27 травня  — заснування Малоросійської колегії, яка замінила Малоросійський приказ.

- Костел святого Михаїла (Кам'янець-Подільський)
- Монастир Святої Трійці (Кам'янець-Подільський)
- Вертіївка (Богодухівський район)
- Красне (Чернігівський район, Чернігівська область)

## Зникли, скасовані
- Генеральна військова канцелярія гетьмана Івана Скоропадського

## Пам'ятні дати та ювілеї
- 900 років з часу (822 рік):
  - входження західноукраїнських земель до держави Велика Моравія, яку заснував Моймир I.
- 750 років з часу (972 рік):
  - смерті Великого князя київського (945—1022 рр.) з династії Рюриковичів Святослава Ігоровича (Хороброго).
  - початку правління князя Київської Русі Ярополка Святославовича.
- 700 років з часу (1022 рік):
  - перемоги тмутороканського князя (990/1010—1023) Мстислава Володимировича над Редедею, ватажком абхазо-адигзькому племені касогів.
- 650 років з часу (1072 рік):
  - Прийняття «Правди Ярославичів» — збірника руських законів у Вишгороді на з'їзді трьома старшими Ярославичами — Ізяславом Ярославовичем, Святославом Ярославичем та Всеволодом Ярославовичем, що разом правили Руссю[1].
- 625 років з часу (1097 рік):
  - У м. Любечі відбувся Любецький з'їзд князів (київський Святополк Ізяславич, переяславський Володимир Мономах, смоленський Давид Ігорович, теребовлянський Василько Ростиславич), на якому прийнято постанову «кождо да держить отчину свою»[2].
- 500 років з часу (1222 рік):
  - з'їзд князів у Києві, що відбувся з приводу надання допомоги половцям у боротьбі з монголо-татарами.
- 475 років з часу (1247 рік):
  - укладення князем Данилом Галицьким миру з угорським королем Белою IV.
  - заснування Львова галицьким князем Данилом Романовичем.
- 450 років з часу (1272 рік):
  - проголошення князем Левом Даниловичем міста Львова столицею Галицько-Волинського князівства[3].
- 400 років з часу (1322 рік):
  - захоплення литовським князем Гедиміном Києва. Він посадив у ньому намісником Міндовга Гольшанського.
- 275 років з часу (1447 рік):
  - 2 травня — видання у Вільні Привілея 1447 року (привілея Казимира IV Ягеллончика) — законодавчого акту (загальноземський привілей) у Великому князівстві Литовському, який значно розширив права і привілеї шляхти, а також поклав початок юридичного оформлення залежності селян від феодалів[4]
- 225 років з часу (1497 рік):
  - 26 жовтня — розгрому військом молдавського господаря Штефана III армії польського короля Яна I біля Козмінського лісу на Буковині (нинішнє село Валя Кузьмина на території Чернівецької області).
- 175 років з часу (1547 рік):
  - перемоги козаків під проводом барського старости Берната Претвиця татар під Очаковим.
- 150 років з часу (1572 рік):
  - 2 червня — заснування реєстрового козацтва, коли універсалом короля Сигізмунда II Авґуста коронному гетьманові Єжи (Юрію) Язловецькому було доручено найняти з низових козаків на службу 300 осіб. Загалом, 500 реєстровцям гарантувалась особиста свобода, оплата з державної скарбниці і звільнення від переслідувань цивільним судом. У 1590 році реєстр було збільшено до 1000 чоловік, а у 1637 році до 8 тисяч[5].
- 125 років з часу (1597 рік):
  - 11 квітня — чвертування Северина Наливайка поляками у Варшаві за наказом Станіслава Жолкевського після невдалого для козаків Солоницького бою 1596 року та змови угодовської частини козацької старшини, яка підступно захопила С. Наливайка[6].
- 100 років з часу (1622 рік):
  - морського походу запорозьких козаків на допомогу донським. Французький посол де Сезі про ці походи писав до Парижа так: «Поява 4 козацьких човнів викликала більшу розгубленість, ніж якби з'явилася чума — так вони бояться козаків…»[7]
  - вдалого походу на Перекоп під орудою реєстрового козацького гетьмана (1622—1628 з перервами) Михайла Дорошенка.
- 50 років з часу (1672 рік):
  - 13 березня — усунення лівобережного гетьмана Дем'яна Ігнатовича (Многогрішного) від гетьманської влади внаслідок заколоту.
  - 17 червня — обрання на старшинській раді в Козачій Діброві (поблизу Конотопа) лівобережним гетьманом Івана Самойловича.
  - початку польсько-турецької війни, що тривала до 1676 року, у ході якої козацьке військо Петра Дорошенка воювало проти поляків у союзі з османами. Бойові дії відбувалися на території України:
    - 18 липня — битви під Ладижином (Батозька битва)
    - битви під Уманню
    - 18-27 серпня — османського-козацьке військо взяло в облогу й захопило Кам'янець.
    - битви під Корцем
    - 20 вересня — початку облоги османсько-козацьким військом Львова (до 6 жовтня).
    - 5-14 жовтня — успішного походу проти татарських чамбулів польського гетьмана Яна III Собєського.
    - 5-6 жовтня — битви під Краснобродом
    - 6 жовтня — битва під Наролем
    - 7 жовтня — битви під Немировом
    - 9 жовтня — битви під Комарним
    - 14 жовтня — битва під Петранкою
    - битва під Калушем
    - 28 жовтня — укладення Бучацького мирного договору між Річчю Посполитою і Османською імперією, що завершив перший етап війни[8][9] (28) жовтня 1672 року в місті Бучачі[10]. За договором до Османської імперії відійшли Подільське воєводство (від Бучача — по Брацлав), на Брацлавщині і Південній Київщині, з якої виводились польські залоги, визнавалася влада Петра Дорошенка і Річ Посполита зобов'язувалася сплатити Османській імперії контрибуцію за зняття облоги Львова і щорічно платити 22 тисячі золотих дукатів данини. Бучацький мирний договір був відхилений сеймом і Польсько-турецька війна продовжилась до укладення Журавненського договору 1676 року.

### Видатних особистостей

#### Народження
- 700 років з часу (1022 рік):
  - народження Єлизавети Ярославни — найстаршої доньки Ярослава Мудрого, видана 1045 року за норвезького конунга Гаральда Суворого; пом. 1066).
- 675 років з часу (1047 рік):
  - народження Вишеслава — української княжни, з 1067 року дружини польського князя, пізніше короля Болеслава II Сміливого.
- 625 років з часу (1097 рік):
  - народження Ізяслава Мстиславича — Великого князя київського (1146—1149, 1151—1154 рр.), князя волинського (1135—1142, 1146—1151 рр.), переяславського (1132—1133, 1142—1146 рр.), полоцького (1130—1132 рр.), курського (1127—1130 рр.) з династії Рюриковичів; старшого сина Мстислава Великого, онука Володимира Мономаха, родоначальника волинської династії Ізяславичів, прадіда Данила Галицького; (пом. 13 листопада 1154).
- 550 років з часу (1172 рік):
  - 5 квітня — народження Ростислава Рюриковича (у хрещенні Михайла) — Великий князь Київський у 1204—1205 роках, син Рюрика Ростиславича; (пом. 1218)[11].
- 325 років з часу (1397 рік):
  - народження Хаджи I (Хаджи Ґерая) — засновника незалежної Кримської держави і династії Ґераїв; першого хана Криму в 1441—1466 роках; (пом. 1466).
  - народження Кімбурги Мазовецької (Цимбарки Мазовецької) — польсько-литовсько-української княжни з династії П'ястів та Романовичів, була правителькою Австрійського князівства з 1412 до 1424 р., як дружина правителя Австрії Ернста Залізного з династії Габсбурґів. Була нащадком королів Русі Данила Романовича та Юрія І; (пом. 28 вересня 1429)
- 250 років з часу (1397 рік):
  - народження Єжи Крупського (Юрія, Георгія[12][13]; пол. Krupski Jerzy, Jędrzey[14] (1497 — 1548[15]) — руський[16] шляхтича Королівства Польського, дипломата, воєначальника, урядника, християнського релігійного діяча, каштеляна м. Белз 1509 р., каштеляна м. Львова у 1515 р., белзького воєводи в 1533 р.
- 125 років з часу (1597 рік):
  - народження 10 січня — Петра Могили — українського політичного, церковного та освітнього діяча, Митрополита Київського, Галицького і всієї Русі (1633—1647), екзарх Константинопольського патріарха, архімандрит Києво-Печерського монастиря (з 1627); пом. 1647).
- 100 років з часу (1622 рік):
  - народження Романа Ракушки-Романовського — державного і церковного діяча часів Гетьманщини, підскарбія за гетьмана Івана Брюховецького (1663—1668 рр.), священика у Брацлаві (1668—1676 рр.) і Стародубі (1676—1703 рр.), імовірного автора «Літопису Самовидця»; (пом. 1703).
  - народження Степана Орлика — литовсько-білоруського шляхтича польсько-чеського походження, батька українського гетьмана Пилипа Орлика; (пом. 1673).
- 75 років з часу (1647 рік):
  - народження Девлет III Ґерая (Кара-Девлет Ґерая) — кримського хана у 1716—1717 р.р. з династії Ґераїв, наступника Каплана I Ґерая, попередника Саадета IV Ґерая; (пом. 1717).
- 50 років з часу (1672 рік):
  - народження 11 жовтня — Пилипа Степановича Орлика — українського державного діяча, українського військового, політичного і державного діяча, Гетьмана Війська Запорозького у вигнанні (1710—1742 рр.); (пом. 26 травня 1742).
- 25 років з часу (1697 рік):
  - народження 6 червня — Митрополи́та Пили́па Володковича (у світі Феліція́на Пилипа Володковича)[17]) — українського і білоруського релігійного діяча, єпископа Української греко-католицької церкви; з 18 липня 1762 року митрополита Київського, Галицького та всієї Руси — настоятеля УГКЦ; (пом. 12 лютого 1778).
  - народження Григо́рія Кири́ловича Леви́цького — українського художника, графіка 18 ст.; (пом. 1769).
  - народження Михайла Васильовича Скоропадського — генерального підскарбія Глухівського періоду в історії України, члена Правління гетьманського уряду (1741—1758 рр.) та члена Генеральної військової канцелярії за правління гетьмана Кирила Розумовського[18]; (пом. 2 січня 1758).

#### Смерті
- 850 років з часу (872 рік):
  - убивства болгарами сина Аскольд[19].
- 750 років з часу (972 рік):
  - смерті Святослава Ігоровича (Хороброго) — Великого князя київського (945—1022 рр.) з династії Рюриковичів; син княгині Ольги та князя Ігора Старого, батько Володимира Великого, дід Ярослава Мудрого. (нар.. 930 р.).
- 625 років з часу (1097 рік):
  - смерті Євстратія Постника — давньоруського святого, ченця Печерського монастиря. Преподобномученика.
- 600 років з часу (1122 рік):
  - 9 вересня — Даниїла (Данила) Паломника — руського православного монаха. Ігумена, клірика Чернігівської землі[20].
- 575 років з часу (1147 рік):
  - 19 вересня — смерті колишнього великого київського князя Ігора Ольговича.
- 550 років з часу (1172 рік):
  - смерті Євпраксії Мстиславівни (Зої, Добродії) — доньки київського великого князя Мстислава Володимировича, онуки Володимира Мономаха; (нар. 1108), дружини візантійського співімператора Олексія Комніна (Alexios Komnenos)[21].
- 325 років з часу (1397 рік):
  - 11 січня — смерті Скиргайла Ольгердовича — князя Троцького (1382—1395), Полоцького (1387—1397), Великого князя Київського (1395—1397). Великого князя Литовського (1386—1392); (нар. бл. 1354).
- 300 років з часу (1422 рік):
  - смерті Миколая Тромби — релігійного, державно-політичного діяча, галицького архієпископа РКЦ. Першого примаса Польщі; (нар. бл. 1358).
- 225 років з часу (1497 рік):
  - смерті Макарій I — митрополит Київський, Галицький і всієї Русі, загинув мученицькою смертю від татар[22].
- 200 років з часу (1522 рік):
  - смерті Йосифа II Солтана — митрополита Київського, Галицького і всієї Руси; (нар.. 1450).
  - смерті Тетяни Анни Гольшанської (лит. Tatjana Alšėniškė)[23] — шляхтянки XV—XVI сторіччя з роду Гольшанських гербу Гіпокентавр, дружини князя Костянтина Острозького; (нар.. 1480).
- 175 років з часу (1547 рік):
  - смерті Федора Санґушка — руського князя, державного та військового діяча Великого Князівства Литовського, старости володимирського (1531—1547), згодом вінницького і брацлавського (1544—1547 рр.), маршалка Волинської землі (1535—1547), старости звенигородський.
- 150 років з часу (1572 рік):
  - смерті Андрія Русина (Андрія Івановича Русин-Берестецького) — руського (українського) зем'янина, урядника, православного релігійного діяча. Пінського і Турівського православного єпископа.
- 125 років з часу (1597 рік):
  - смерті 11 квітня — Северина Наливайка (інколи[24] Семерій,[25], Семена) — українського військового діяча, козацького ватажка, одного з керівників повстання 1594—1596 років у Речі Посполитій.
- 100 років з часу (1622 рік):
  - смерті 20 квітня — Петро́ (Кононович) Конаше́вич-Сагайда́чний[26][27] — — український полководець та політичний діяч, гетьман реєстрового козацтва, кошовий отаман Запорізької Січі[28][29]. Організатор успішних походів запорозьких козаків проти Кримського ханства, Османської імперії та Московського царства. Меценат православних братств та опікун братських шкіл; (нар. близько 1582).
- 75 років з часу (1647 рік):
  - смерті 11 січня — Петра Могили — українського політичного, церковного та освітнього діяча, Митрополита Київського, Галицького і всієї Русі (1633—1647), екзарх Константинопольського патріарха, архімандрит Києво-Печерського монастиря (з 1627); нар. 1597).
- Га́нни Сомко (Сомківна) або Гафії Сомко — української міщанки, першої дружини Богдана Хмельницького, матері його синів Тимоша та Юрія і дочок Катерини та Степаниди. Сестра наказного гетьмана Лівобережної України Якима Сомка; (нар. бл. 1608).
- Касіяна Калі́кста Сако́вича — руського (українського) шляхтича, церковного діяча і письменника-полеміста, ректора Київської братської школи у 1620—1624 роках. Писав книжною українською та польською мовами[30]; (нар. бл. 1578).
- 50 років з часу (1672 рік):
  - смерті 18 квітня — Миха́йла Сули́чича (Суличенка, Сулитича) — козацького військового та державного діяча, Паволоцького полковника, Генерального судді Війська Запорозького та Наказний гетьман.
  - смерті Василя Рудомича — українського поета, мемуариста, правника і медика, ректора Замойської академії; (нар. (бл. 1620).
- 25 років з часу (1697 рік):
  - смерті 15 грудня — Сильвестра Головчича — українського церковного діяча, у 1672—1684 роках ректор Києво-Могилянської академії.